# Miguel Real
Miguel Real é o pseudónimo literário de Luís Martins (1953 -) Escritor, ensaísta e professor de filosofia.
Recebeu o Prémio Revelação de Ficção da APE/IPLB, em 1979, com O Outro e o Mesmo.
Em 2006, conquistou o Prémio Literário Fernando Namora com o romance A Voz da Terra.
Licenciado em Filosofia pela Universidade de Lisboa e Mestre em Estudos Portugueses pela Universidade Aberta, com uma tese sobre Eduardo Lourenço.
É, actualmente, colaborador do JL, Jornal de Letras, Artes e Ideias onde faz crítica literária.
Colaborou no programa de rádio Um Certo Olhar, da Antena 2, apresentado por Luís Caetano, com nomes como Maria João Seixas, Luísa Schmidt e Carla Hilário Quevedo.

## Obras
- O Último Minuto na Vida de S. (D. Quixote, 2019)[1],
- As Memórias Secretas da Rainha D. Amélia (D. Quixote, 2019),
- Fátima e a Cultura Portuguesa (D. Quixote, 2018),
- Cadáveres às costas (D. Quixote, 2017)
- Traços fundamentais da cultura portuguesa, pref. José Eduardo Franco, (Lisboa, Planeta, 2017)
- Nova Teoria do Pecado (Leya, 2017)
- Sintra - patrimónios, fot. Cristina Alves... [et al.] (Câmara Municipal de Sintra, 2016)
- O Deputado da Nação (Parsifal, 2016) com Manuel da Silva Ramos
- Vieira, o Céu na Terra: Nos 400 anos do nascimento do Padre António Vieira, uma homenagem Filomena Oliveira e Miguel Real (Edições Fénix, 2015)
- Portugal: Um País Parado no meio do Caminho (2000-2015) (Dom Quixote, 2015)
- O Último Europeu: 2284 (Dom Quixote, 2015)
- O futuro da religião (Nova Vega, 2014)
- Nova Teoria do Sebastianismo (Dom Quixote, 2014)
- Liberdade, liberdade! Filomena Oliveira e Miguel Real (Fonte da Palavra, 2013)
- A Cidade do Fim (Dom Quixote, 2013)
- Nova Teoria da Felicidade (Dom Quixote, 2013)
- O Feitiço da Índia (Dom Quixote, 2012)
- O Romance Português Contemporâneo: 1950-2010 (Editorial Caminho, 2012)
- Nova Teoria do Mal: Ensaio de Biopolítica (Dom Quixote, 2012)
- Introdução à cultura portuguesa: Séculos XIII a XIX pref. Guilherme d'Oliveira Martins (Planeta, 2011)
- O Pensamento Português Contemporâneo 1890-2010 - O Labirinto da Razão e a Fome de Deus (INCM, 2011)
- A Voz da Terra (Dom Quixote, 2011)
- A guerra dos Mascates. Romance (Dom Quixote, 2011)
- Vodka e cachupa; Uma família recente; Viúva recente Filomena Oliveira e Miguel Real (Fonte da Palavra, 2010.
- As Memórias Secretas da Rainha D. Amélia (Dom Quixote, 2010)
- José Enes: Poesia, Açores e filosofia (Fonte da Palavra, 2009)
- Uma família portuguesa Miguel Real e Filomena Oliveira (SPA, 2009)
- A Ministra (Quidnovi, 2009)
- Matias Aires: As mascáras da vaidade (Sete Caminhos, 2008)
- O Sal da Terra (Quidnovi, 2008)
- Padre António Vieira e a Cultura Portuguesa (Quidnovi, 2008)
- Eduardo Lourenço e a Cultura Portuguesa (Quidnovi, 2008)
- Agostinho da Silva e a Cultura Portuguesa (Quidnovi, 2007)
- A Morte de Portugal (Campo das Letras, 2007)
- O Último Minuto na Vida de S. (Quidnovi, 2007)
- O Último Negreiro (Quidnovi, 2007)
- O Último Eça (Quidnovi, 2007)
- 1755 - O Grande Terramoto Filomena Oliveira e Miguel Real (Europress, 2006)
- O Marquês de Pombal e a Cultura Portuguesa (Quidnovi, 2006)
- A Voz da Terra (2006)
- O Último Negreiro (2006)
- O Último Eça (2006)
- Atlântico: A viagem e os escravos (Círculo de Leitores, 2005)
- A Voz da Terra (Quidnovi, 2005)
- Memórias de Branca Dias (Temas e Debates, 2003)
- O Essencial Sobre Eduardo Lourenço (INCM, 2003)
- Eduardo Lourenço - Os Anos da Formação 1945-1958 (INCM, 2003)
- Os Patriotas: Peça em Três Actos Filomena Oliveira e Miguel Real (Europress, 2002)
- Geração de 90: Romance e Sociedade no Portugal Contemporâneo (Campo das Letras, 2001)
- A Visão de Túndalo Por Eça de Queirós (Difel, 2000)
- Eduardo Lourenço: Os anos de formação, 1945-1958: Uma bibliografia intelectual (Tese de Mestrado, Policopiado, 1999)
- Portugal: Ser e Representação (Difel, 1998)
- A Verdadeira Apologia de Sócrates (Campo das Letras, 1998)
- Narração, Maravilhoso, Trágico e Sagrado em «Memorial do Convento» de José Saramago (Editorial Caminho, 1996)
- G. W. Leibniz: O paradoxo e a maravilha (Sintra Editora, 1995)
- Exortação (Quimera, 1992)
- O discurso do método de R. Descartes trad. e esclarecimentos António Monteiro e Luís Martins (Mar Fim, 1989)
- Princípios de filosofia ou monadologia de Leibniz,  trad., introd. e notas de Luis Martins (INCM e FCSH da Univ. Nova de Lisboa, 1987)
- A Filosofia explicada às meninas e aos meninos (Mar Fim, 1987)
- Apologia de Sócrates, Anotações de Luís Martins (Mar Fim, 1987)
- Carta de Sócrates a Alcibíades, seu vergonhoso amante (Mar Fim, 1987)
- Princípios de Filosofia e quadro sobre a ética (Mar Fim, 1987)
- O Outro e o Mesmo (Contexto, 1980)

## Associações
- Presidente da Assembleia Geral do MIL: Movimento Internacional Lusófono

## Prémios Literários
- Prémio Revelação de Ficção da APE/IPLB em 1979 (O Outro e o Mesmo)
- Prémio Revelação de Ensaio Literário da APE/IPLB em 1995 (Portugal – Ser e Representação)
- Prémio «Ler» do Círculo de Leitores 2000 (A Visão de Túndalo por Eça de Queirós)
- Prémio Fernando Namora da Sociedade Estoril Sol em 2006 (A Voz da Terra)